# Günther Haenel
Günther Haenel (* 1. Mai 1898 in Dresden; † 5. März 1996 in Baden/Niederösterreich) war ein deutscher und österreichischer Regisseur, Theaterdirektor und Schauspieler.

## Anfänge
Haenel war im Ersten Weltkrieg als Artillerie-Leutnant eingerückt und wurde nach seiner Rückkehr aus dem Krieg Schauspieler und Regisseur. Sein erstes Engagement führte ihn 1921 zum Frankfurter Künstlertheater von Adam Kuckhoff, an dem experimentelle Stücke des Expressionismus bahnbrechend aufgeführt wurden. Weitere Stationen waren danach Hermannstadt, von wo aus die deutschsprachigen Gebiete in Rumänien bespielt wurden und Würzburg. 1928–1932 war er Oberspielleiter in Darmstadt, 1932–1939 war er am Deutschen Schauspielhaus in Hamburg engagiert.

## Zeit des Nationalsozialismus
Haenel, Schauspieler und Regisseur mit kommunistischem Hintergrund, beschloss mit der Machtübernahme der Nationalsozialisten in Deutschland, nur mehr Regie zu führen: „In dieser Funktion konnte ich Sätze streichen, Sätze gegen das Regime spielen lassen, während ich mich als Schauspieler den Anordnungen der Regisseure hilflos ausgeliefert sah.“ Einem Berufsverbot entging er nur, weil er aus dem Ersten Weltkrieg Träger des Eisernen Verdienstkreuzes 1. und 2. Klasse war. Von 1939 bis 1943 war Haenel Mitglied des Theaters in der Josefstadt bei Heinz Hilpert. Anschließend folgte er einem Engagement ans Deutsche Volkstheater in Wien, ausgerechnet an jenem Theater, das der NS-Gemeinschaft „Kraft durch Freude“ angeschlossen war. Hier kamen in den Jahren 1942 bis 1944 Stücke zur Aufführung, die sogar eine eindeutige oppositionelle Haltung zum Regime erkennen ließen. Das hing mit dem internen Führungsstil des Intendanten Walter Bruno Iltz zusammen, der nach dem Abgang des betont nationalsozialistisch agierenden Oberspielleiters Erhard Siedel Haenel engagierte. Um Haenel scharte sich bald ein Kreis von Künstlerinnen, die dem Regime ablehnend gegenüberstanden und dies auch vorsichtig auf der Bühne zum Ausdruck zu bringen bereit waren. Übereinstimmend berichten Zeitzeugen wie Inge Konradi, Gustav Manker und Judith Holzmeister, dass es ihm gelungen sei, diese Absicht in die Praxis umzusetzen.
In seinen oppositionellen Inszenierungen von George Bernard Shaws Die heilige Johanna (1943) und Ferdinand Raimunds Der Diamant des Geisterkönigs (1944) nutzte Haenel das Wort des Dichters, die Aussage des Werkes und eine kritische Schauspielkunst für ein Theater, das er „dialektisches Theater“ nannte. So heißt es in seiner kurz nach Kriegsende publizierten Programmatik des Theaters: „Was ist der Sinn eines Kunstwerks? Herz und Hirn Zu entnebeln. Die Kunst ist ein Weg der Erkenntnis: des Suchens wie der Mitteilung.“ Haenel nutzte in seinen Inszenierungen das Potential der Schauspielkunst, durch differenzierte Mimik, Gestik und Bewegung zwischen dem Text und gegen den Text eine eigene theatrale Handlung zu führen, zur Kritik am Regime. Haenel betonte weniger die von Propagandaminister Joseph Goebbels so geschätzte „treffliche Darstellung der englischen und französischen Psyche“ in der „Heiligen Johanna“, sondern den kompromisslosen Weg einer Einzelnen in einem starren Machtgefüge. Eine entbehrliche Textstelle über die Geschäftstüchtigkeit der Juden blieb als Provokation im Stück enthalten, der Satz „Ich würde keinen Juden in der Christenheit am Leben lassen, wenn es nach mir ginge“ wurde jedoch gestrichen. Bei der Replik „Die Juden geben gewöhnlich, was die Sache wert ist. Ich habe die Erfahrung gemacht, dass Menschen, die etwas umsonst haben wollen, immer Christen sind“ verließen bei der Premiere am 18. Juli 1943 SS-Männer den Saal.
Das Bühnenbild Gustav Mankers zu Raimunds Zaubermärchen „Der Diamant des Geisterkönigs“ persiflierte für das Land der Wahrheit im Stück die monumentale NS-Ästhetik mit Statuen im Stile Arno Brekers und paraphrasierte das Symbol des KdF-Rades und den deutschen Reichsadler, die Kostüme waren Anlehnungen an BDM und Hitler-Jugend. Karl Kalwoda, der Darsteller des Königs Veritatius, sprach sogar in abgehackten Sätzen und lieferte in Gestik und Haltung eine Hitler-Parodie. Am Ende der Szene wurde unter Applaus des Publikums für eine Ballonfahrt der Satz „Die Zukunft liegt in der Luft!“ hinzugefügt.

## Direktion des Volkstheaters
Am 4. Juli 1945 übernahm Haenel anstelle des bisherigen Direktors Rolf Jahn die Leitung des Volkstheaters. Er hatte den damaligen (kommunistischen) Kulturstadtrat Viktor Matejka auf seiner Seite. Kurz vorher war Haenels Inszenierung „Die letzte Nacht“ von Karl Kraus, der Epilog zu der vom Autor einem „Marstheater“ zugedachten Tragödie “Die letzten Tage der Menschheit”, über die Bühne des Volkstheaters gegangen. Auf dem Theaterzettel war das Kraus-Zitat zu lesen: “Nein, der Seele bleibt keine Narbe zurück. Der Menschheit wird die Kugel bei einem Ohr hinein und beim anderen herausgegangen sein.”

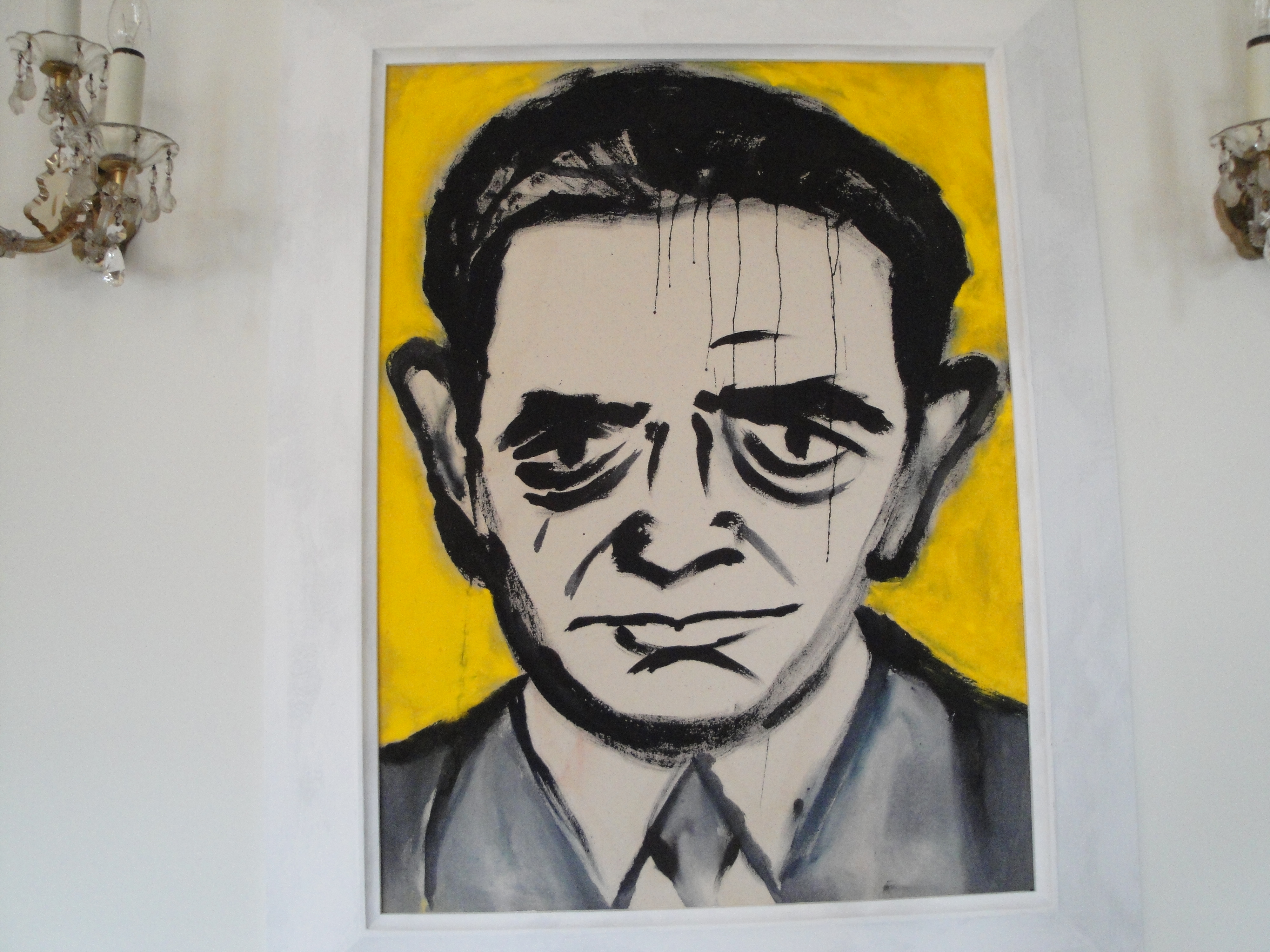
Portraitgemälde von Günther Haenel des Malers Reinhard Trinkler in der Intendantengalerie des Wiener Volkstheaters

Einen Monat später und schon unter seiner Direktion vereinte Haenel „Die letzte Nacht“ mit dem Einakter „In Ewigkeit Amen“ von Anton Wildgans zu einem Theaterabend mit dem Titel „Das menschliche Antlitz“. Karl Skraup spielte den Beschuldigten Anton Gschmeidler. Mit einem „Direktionsrat“ band er Mitglieder des Hauses in Entscheidungen ein und nahm so das „Mitbestimmungstheater“ vorweg. Haenel führte das Haus als unbequemes und engagiertes Zeittheater, bei der Uraufführung von Julius Hays Haben kam es 1945 zum ersten Theaterskandal der zweiten Republik und einer Saalschlacht, als die Schauspielerin Dorothea Neff unter einer Madonnenstatue Gift versteckte. Auch die Ausstellung des Surrealisten Edgar Jéné in den Wandelgängen zeigte, wie stark das Publikum teilweise noch in den Kategorien des Dritten Reichs dachte und solch „moderne“ Kunst ablehnte.
Die vernachlässigte russische Dramatik wurde mit Dramen von Ostrowski, Turgenjew und mit Anatoli Lunatscharskis Der befreite Don Quixote mit Max Paulsen wiederbelebt, was Haenel den Vorwurf eines kommunistischen Tendenz-Spielplans eintrug. Albert Bassermann kehrte 1946 mit Der Himmel wartet ans Haus zurück und spielte in der Folge auch Ibsens Baumeister Solness und Gespenster. Das antifaschistische amerikanische Erfolgsstück Vor der Entscheidung wurde in der Regie Haenels mit Attila Hörbiger, der heimgekehrten Adrienne Gessner und Siegfried Breuer aufgeführt. Oskar Werner hatte sein Volkstheater-Debüt in Eugene O’Neills Ah, Wilderness!. Ernst Deutsch war 1948 in Der Helfer Gottes wieder zu sehen. Jean Anouilh wurde ebenso wie J. B. Priestley dem Wiener Publikum vorgestellt.
Für die Alt-Wiener Volkskomödie von Nestroy und Raimund gelang es Gustav Manker, mit Schauspielern wie Karl Paryla, Inge Konradi, Karl Skraup, Theodor Grieg und Hans Putz für dieses Genre einen neuen Inszenierungsstil zu entwickeln. Da Haenel als Pächter mit seinem Privatvermögen haftete, sah er sich auch gezwungen, zahlreiche Komödien und „leichte Kost“ auf den Spielplan zu setzen, die mit Publikumslieblingen wie Annie Rosar, Christl Mardayn oder Curt Goetz (Das Haus in Montevideo) große Erfolge wurden. Aufgrund der ungeklärten Pachtverhältnisse trat Haenel 1948 zurück und gründete das als Sozietät geführte „Neue Theater in der Scala“.

## Neues Theater in der Scala
1948 gründete Haenel gemeinsam mit Karl Paryla und Wolfgang Heinz die „Societät des Neuen Theaters in der Scala“. Das ehemalige Varieté- und Kinotheater im Gebäude des Johann Strauß-Theaters in der Favoritenstraße 8 beherbergte das als Sozietät geführte Theater nach Wien zurückgekehrter Emigranten und engagierten Antifaschisten, viele von ihnen mit kommunistischem Background. Karl Paryla, Otto Taussig, Therese Giehse, Arnolt Bronnen, Wolfgang Heinz und Bertolt Brecht trugen zum Ruf des Hauses bei. Brecht persönlich inszenierte 1953 sein Stück „Die Mutter“, in vieler Hinsicht war die „Scala“ an sein „Theater am Schiffbauerdamm“ in Berlin angelehnt. Die Scala war das einzige Theater in Wien, das während des Brecht-Boykotts Brecht in jenem Ausmaß aufführte, wie es seiner literarischen Bedeutung zukam.
Mit ihrem engagierten Spielplan schrieb die Scala Wiener Theatergeschichte. Haenel inszenierte dort am 2. Oktober 1948 die Uraufführung von Der Bockerer von Ulrich Becher und Peter Preses mit Fritz Imhoff in der Titelrolle. Haenel verließ 1950 die „Scala“ wegen Konflikten über die Privilegien der Sozietäre und arbeitete anschließend als Regisseur am Deutschen Theater in Berlin. Trotz herausragender Leistungen wurde die „Scala“ aus politischen Gründen von der Presse und durch behördliche Schikanen ins Abseits gedrängt und nach 1955, dem Abzug der Besatzungsmächte aus Österreich, zur Schließung gezwungen. Das Haus wurde 1959/60 im Zuge des „Wiener Theatersterbens“ abgerissen.

## Wiener Burgtheater
Haenel kehrt als Regisseur und Schauspieler ans Volkstheater zurück, 1958 erhielt er für die Rolle des Rubaschow in Sydney Kingsleys Schauspiel Sonnenfinsternis, nach dem Roman von Arthur Koestler in der Regie von Gustav Manker im Volkstheater die Josef Kainz-Medaille. Er folgte daraufhin einem Engagement ans Wiener Burgtheater, wo er von 1958 bis 1974 spielte.

## Familie
Haenel war mit der Schauspielerin Maria (Bädy) Gabler verheiratet. Sein Sohn Nikolaus Haenel (* 1938) ist ebenfalls Schauspieler. Dieser übernahm 1960 durch Vermittlung Helmut Qualtingers für drei Monate eine Tätigkeit als Geschäftsdiener in einer Gemischtwarenhandlung im ersten Wiener Bezirk und entdeckte dort das Urbild des Herrn Karl. Nikolaus Haenel ist mit der Schauspielerin Jutta Hoffmann verheiratet.

## Ehrungen
Am 23. Oktober 2011 hat Direktor Michael Schottenberg ein Porträt von Günther Haenel des Malers Reinhard Trinkler in die Intendantengalerie des Volkstheaters aufgenommen.

## Filmografie
- 1953: Die Regimentstochter, Regie (gemeinsam mit Georg C. Klaren)
- 1956: Fuhrmann Henschel
- 1959: Der Fall Pinedus, Regie:Theodor Grädler
- 1962: Der Himmel kann warten (TV, Regie Herbert Fuchs)
- 1963: Flucht der weißen Hengste (Miracle of the white stallions)
- 1963: Kaiser Joseph und die Bahnwärterstochter, Regie: Axel Corti
- 1964: Heinrich VI (TV), Regie: Leopold Lindtberg
- 1964: Ein Volksfeind (TV), Regie: Erich Neuberg
- 1965: Kabale und Liebe (TV), Regie: Erich Neuberg
- 1965: Wetterleuchten, Regie: Wolfgang Glück
- 1967: Der Arzt wider Willen, Regie: Hans Hollmann
- 1969: Die Moritat vom Räuberhauptmann Johann Georg Grasel (TV), Regie: Otto Anton Eder
- 1969: Der Kommissar (TV-Serie)
- 1970: Der Kurier der Kaiserin (TV-Serie)
- 1970: Mit sich allein, Regie: Michael Kehlmann
- 1971: Chopin-Express, Regie: Michael Kehlmann
- 1972: Der letzte Werkelmann, Regie: Jörg A. Eggers
- 1972: Die Abenteuer des braven Soldaten Schwejk (TV)
- 1972: Zur schönen Aussicht (TV), Regie: Hans Hollmann
- 1972: Das Hohelied, Regie: Hermann Lanske
- 1973: Nichts als Erinnerung
- 1975: Der Kommissar – Fährt der Zug nach Italien?

## Theater (Regie)
- 1950: Carl Sternheim: 1913 – (Deutsches Theater Berlin – Kammerspiele)